# Деві Махатм'ям

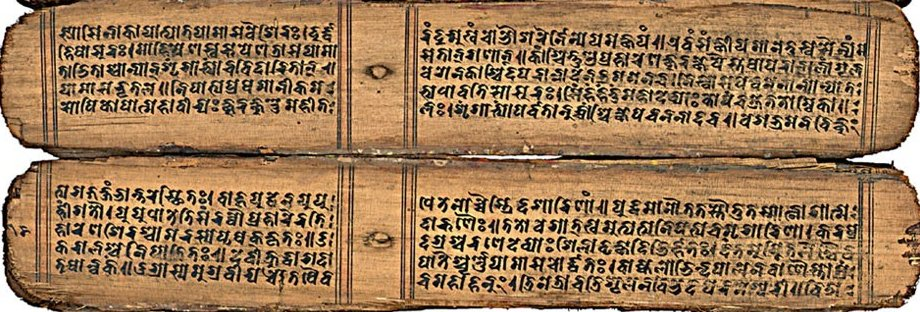
Древній манускрипт «Деві Махатм'ям». Написаний на пальмовому листі листом бхуджимол. Біхар або Непал, XI століття.

«Деві Маха́тм'ям» (санскр. देवीमाहात्म्यम्, devīmāhātmyam IAST , «Прославлення Деві»), — індуїстський текст, найважливіший і священний текст шактизму, що відіграє центральну роль ритуальних практиках цієї традиції. Описує перемогу Богині Дурґи (Деві) над демоном-асуром Махішем. «Деві Махатм'ям» є частиною «Маркандея-пурани» і датується вченими V століттям до н. е. Індуїстська традиція приписує авторство тексту ведійському мудрецю Маркандеї. Складається з 13 розділів та 700 віршів. Цю поему щодня читають у храмах Богині Дурґи (також відома як Чанді). Інші назви поеми — «Чандіпат» (санскр. Candîpât), або «Чандіпатха» (санскр. Candîpâtha = Candî = ім'я Богині + pâtha = "текст").
«Деві Махатм'ям» розглядається вченими як спроба об'єднання ведійського чоловічого пантеону з культом Богині-матері. У «Деві Махатм'ям» був зроблений майстерний синтез ряду більш ранніх міфів про Богиню як арійського, так і неарійського походження. У тексті також є посилання деякі аспекти філософії санкх'я.